# 421 Zahringia
421 Zahringia је астероид главног астероидног појаса са средњом удаљеношћу од Сунца која износи 2,542 астрономских јединица (АЈ).
Апсолутна магнитуда астероида је 11,78 а геометријски албедо 0,042.